# La voce del cuore
La voce del cuore è una miniserie televisiva di Canale 5 diretta da Lodovico Gasparini, in onda in quattro puntate nell'autunno 1995. I protagonisti sono Gianni Morandi e Mara Venier, che recitano a fianco di Andrea Roncato e di una giovane Claudia Pandolfi.

## Trama
Daniele Montero è un allenatore di calcio all'apice della propria carriera, infatti è appena riuscito a vincere la Coppa dei Campioni con la sua squadra. Però i festeggiamenti coincidono proprio con il secondo anniversario della morte di sua figlia Laura, allora diciottenne, così Daniele decide di sfuggire alle cronache tornando per qualche tempo nel suo paese d'origine, in cui non aveva più messo piede da 20 anni.
Al paesello Daniele ritrova gli amici di un tempo e riesce a sentirsi più sereno; quando il presidente della sua squadra arriva al paese per cercarlo, tutti i concittadini lo aiutano a nascondere la sua presenza.
Nel frattempo sua moglie Stefania è ancora in città per chiedere l'affidamento di un bambino ad un assistente sociale; la speranza di entrambi è quella di poter tornare a sentirsi genitori...